# Nadwozie nieniosące
Nadwozie nieniosące - jest to nadwozie osadzone na ramie pojazdu przez elementy sprężyste i nie przenoszące żadnych sił, prócz sił ładunku i bezwładności. Nadwozia takie były charakterystyczne dla wczesnego okresu rozwoju samochodów, w tym autobusów. Często nadwozia były budowane przez jednego wytwórcę, a karosowane przez drugiego lub wręcz przez użytkownika. Później zastąpione przez nadwozia półniosące mocowane na sztywno do ramy nośnej pojazdu i przejmujące część sił występujących w czasie jazdy, a następnie przez nadwozie samonośne, czyli bezramowe.